# Wondershare Filmora
Wondershare Filmora (ou simplement Filmora) est une application de montage vidéo payante développée par Wondershare. Il est accessible via le site officiel et peut être utilisé en ligne. Selon le plan d'abonnement choisi, l'utilisateur peut bénéficier de mises à jour gratuites à vie ou avoir accès uniquement à la version la plus récente au moment de l'achat. Fin 2024, la version la plus récente était la version 14. Bien que Filmora puisse être téléchargé et installé par tous, il s'agit d'un logiciel propriétaire et l'exportation de vidéos nécessite une connexion Internet pour la validation de la licence.

## Histoire
Wondershare Filmora a été lancé pour la première fois par Wondershare en 2015. Initialement conçu comme un logiciel de montage vidéo de bureau pour macOS et Windows, il a ensuite été étendu aux plateformes mobiles Android et iOS.
La version 14 de Filmora est sortie fin 2024. Cette version a principalement introduit et amélioré les fonctionnalités de génération par IA,.

## Avis
Les avis sur le logiciel de montage Wondershare Filmora sont généralement favorables, le décrivant comme un outil facile à utiliser avec une interface graphique intuitive. Cependant, il est souvent mentionné qu'il manque de fonctionnalités plus avancées. Selon Michael Muchmore de PCMag, Wondershare Filmora est « un moyen rapide et facile de créer des vidéos attrayantes », mais il n'offre pas autant de contrôle que d'autres éditeurs vidéo. Un avis de Hans India partage cette opinion, le considérant comme un bon équilibre entre simplicité et capacité.
Une évaluation de la version 14 par MovieMakers souligne que ses fonctionnalités d'IA mises à jour le distinguent.
Shorty Awards a rapporté que Filmora était un leader dans le domaine du montage vidéo selon le rapport d'hiver 2021 de G2 Crowd. Il a été classé parmi les 10 meilleurs logiciels de montage vidéo par PC Magazine et a été désigné comme le meilleur logiciel de montage vidéo par Tom's Guide.

## Caractéristiques
La nouvelle version de Filmora 14 intègre de nouvelles fonctionnalités basées sur l'IA, notamment la découpe automatique par IA, la suppression d'éléments par IA, le clonage de voix par IA, les sous-titres dynamiques et la conversion de texte en parole, entre autres.

## Détails techniques
Filmora peut être utilisé en ligne via le site Web www.filmora.io. Il est également disponible en téléchargement pour iOS , Android, macOS  et Windows . Le logiciel nécessite au moins 1 Go de mémoire vive, bien que 4 Go soient recommandés. L'interface est prise en charge en vingt-cinq langues  : arabe, bengali, chinois (simplifié et traditionnel ), néerlandais, anglais, philippin, français, allemand, hindi, indonésien, italien, japonais, coréen , malais, marathi, polonais, portugais, roumain, russe, espagnol, suédois, tamoul, télougou, thaï et vietnamien.

## Remarques
1. ↑  spécifiquement, iOS 12.0 ou ultérieur, iPadOS 12.0 ou ultérieur, ou visionOS 1.0 ou ultérieur
2. ↑  version 10.15 ou ultérieure
3. ↑  toute version de Windows 10 ou ultérieure
4. ↑  vingt-huit langues en comptant les différents dialectes du chinois et du coréen
5. ↑  les dialectes de Hong Kong et de Taiwan
6. ↑  deux dialectes différents